# 科沃聖茨鄉
46°12′00″N 21°36′06″E / 46.20000°N 21.60167°E
科沃聖茨鄉（羅馬尼亞語：Comuna Covăsânț, Arad），是羅馬尼亞的鄉份，位於該國西部，由阿拉德縣負責管轄，面積42平方公里，海拔高度154米，2011年人口2,573，人口密度每平方公里75人。